# 久松勝慈
久松 勝慈（ひさまつ かつなり）は、下総国多古藩第8代藩主（知藩事）。官位は従五位下・豊前守。

## 生涯
安政2年（1855年）4月20日、7代藩主・松平勝行の長男として誕生した。慶応4年/明治元年（1868年）正月より、御所台村（現在の多古町御所台）で私塾「螟蛉塾」を開いていた並木栗水（大橋訥庵門下）が招かれて源三郎（勝慈）の侍講となっている。同年2月に父と共に姓を松平から久松に改める。明治2年（1869年）6月19日に従五位下・豊前守に叙位・任官する。
明治2年（1869年）8月に父が死去したため、10月に家督を継ぎ、多古藩知事に任じられた。明治4年（1871年）7月の廃藩置県により知藩事職を免じられ、多古県知事に任命されるが、東京在住を命じられ、政務は旧藩の大参事以下が仮に執ることとなった。多古県は同年11月、第1次府県統合によって消滅し、新治県の管轄地域になった。
1875年（明治8年）3月14日の公立多古学校（現：多古町立多古第一小学校）創設に際しては旧藩庁を校舎として提供する。1884年（明治17年）の華族令で子爵となる。　
1889年（明治22年）4月1日、町村制施行に伴い多古村が発足すると、初代村長となった。多古村は明治24年（1891年）6月29日に町制を施行し多古町となるが、勝慈は引き続き多古町長を務め、1897年（明治30年）3月まで在職し、下総国山倉神社社掌などを務めた。
1904年（明治37年）11月2日死去。享年50。

## 栄典
- 1889年（明治22年）7月30日 - 正五位[9]

## 家族
- 父：久松勝行
- 母：栄子（操善院[8]） - 本多忠考の娘[8]
- 妻：松平昌子（まさ子[10]） - 松平頼縄の七女[注釈 1]
- 子女
  - 久松敍子 - 香取勇雄夫人[8]、のち子安宣次郎夫人[10]
  - 久松恭子 - 大代有鄰養女[8][注釈 2]
  - 久松勝親 - 襲爵。妻の基子は伯爵久松定謨の三女[11]
  - 久松寿子[8]
  - 久松喜久子[8][10]